# Оняга
Оняга (рум. Oneaga) — село у повіті Ботошані в Румунії. Входить до складу комуни Крістешть.
Село розташоване на відстані 352 км на північ від Бухареста, 19 км на південь від Ботошань, 79 км на північний захід від Ясс.

## Населення
За даними перепису населення 2002 року у селі проживали 1677 осіб. Рідною мовою 1676 осіб (99,9%) назвали румунську.
Національний склад населення села:
| Національність | Кількість осіб | Відсоток |
| -------------- | -------------- | -------- |
| румуни         | 1642           | 97,9%    |
| цигани         | 35             | 2,1%     |